# Gatwick People Mover

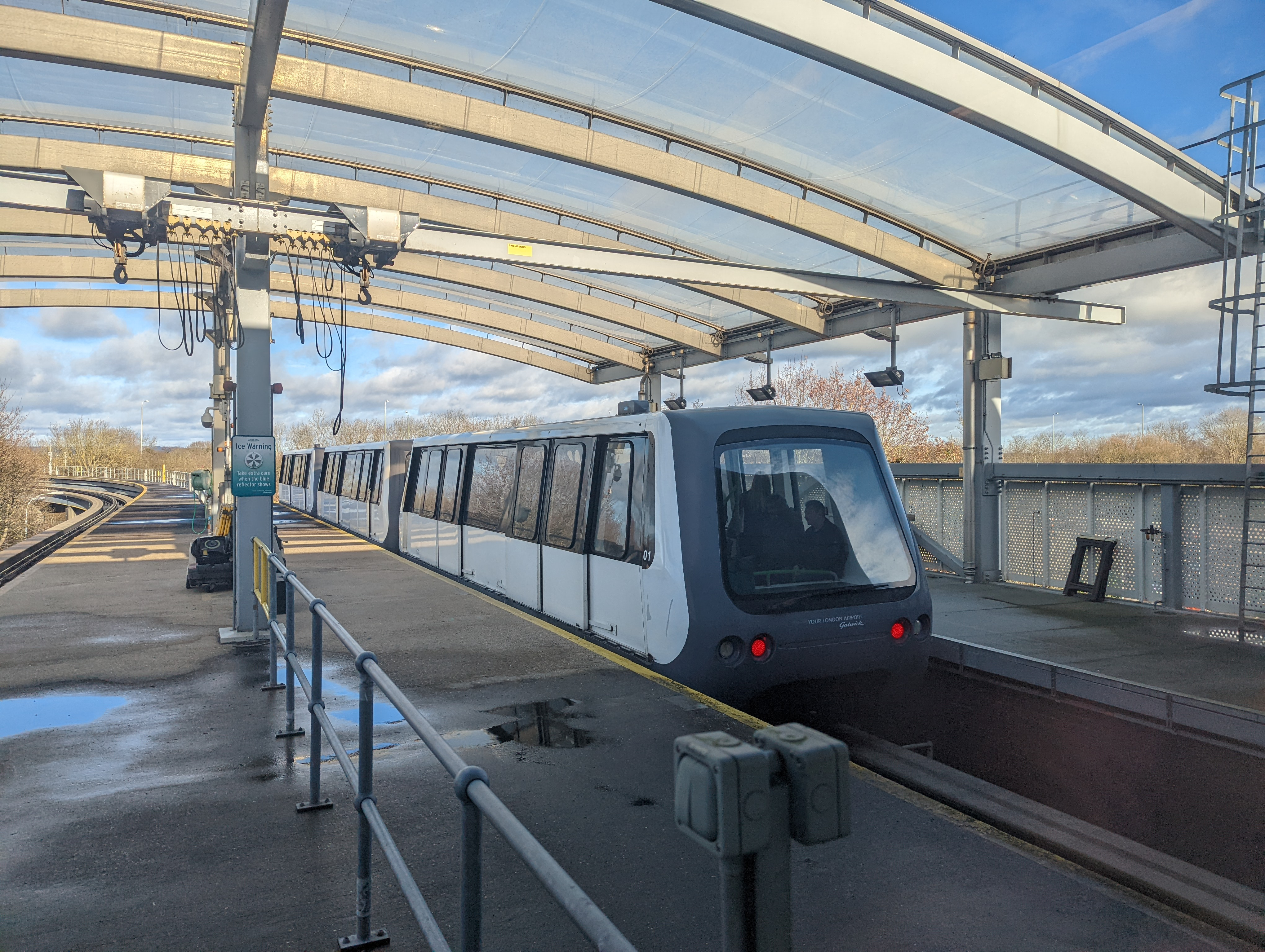
Gatwick People Mover in der Station Terminal Süd

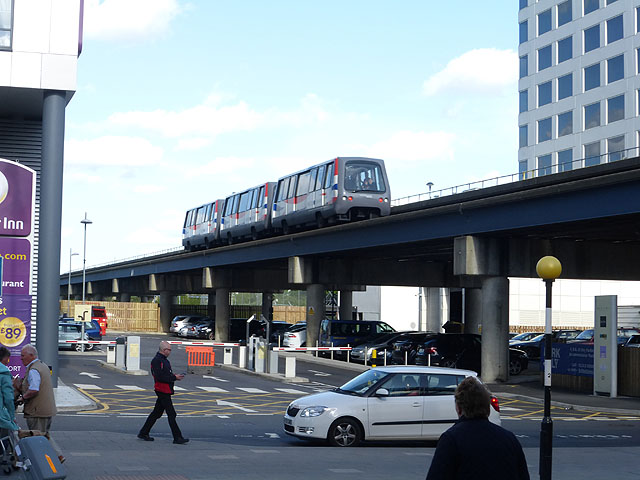
Gatwick People Mover beim Terminal Nord

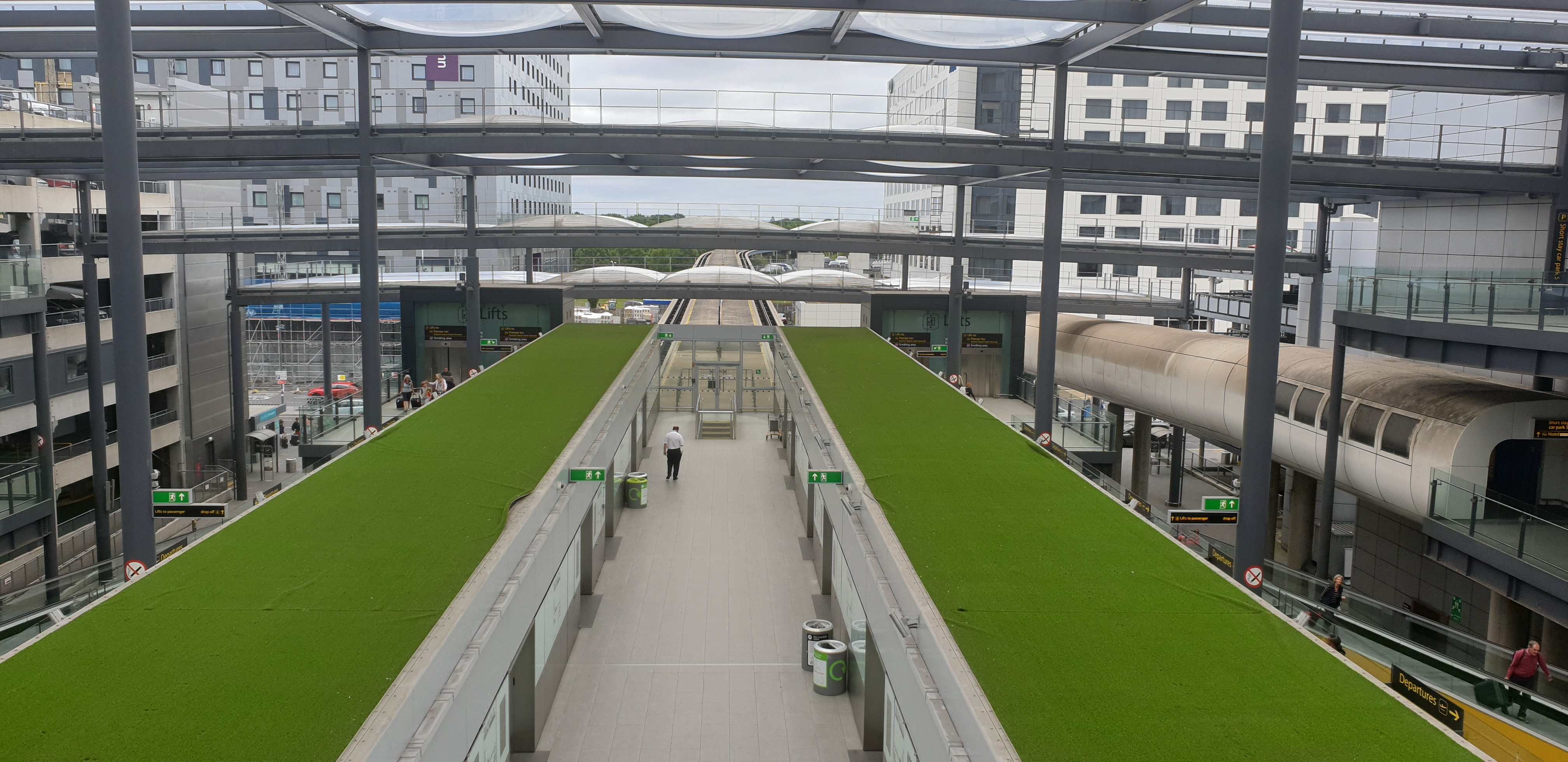
Gatwick People Mover Station Terminal Nord

Der Gatwick People Mover ist eine 1,2 km lange automatische Hochbahn, die das Nordterminal des Flughafens Gatwick mit dem Südterminal und dem Flughafenbahnhof verbindet.

## Betrieb
Die Innovia APM 100-Fahrzeuge fahren auf gummibereiften Rädern auf einer Betonspur mit doppelter Lauffläche und werden über separate Führungsschienen gelenkt. Es gibt keine Verbindung zwischen den beiden Gleisen, auf denen jeweils ein einzelner dreiteiliger Zug hin und her pendelt. Die Strecke ist automatisch und führerlos. Im Normalbetrieb werden beide Züge eingesetzt, wobei alle 5 Minuten eine Abfahrt von jedem Terminal erfolgt und die Fahrzeit 2 bis 3 Minuten beträgt. Die Linie verkehrt rund um die Uhr, wobei zwischen 23:00 und 06:00 Uhr der Betrieb auf einen 10-Minuten-Takt reduziert wird und nur eines der beiden Führungsgleise genutzt wird. Es werden keine Fahrpreise erhoben.